# Chelidoptera tenebrosa
El buco golondrina (Chelidoptera tenebrosa), también denominado chacurú golondrina, monjita culiblanca o aguantasol, es una especie de ave galbuliforme de la familia Bucconidae que vive en Sudamérica. Es la única especie de género Chelidoptera.

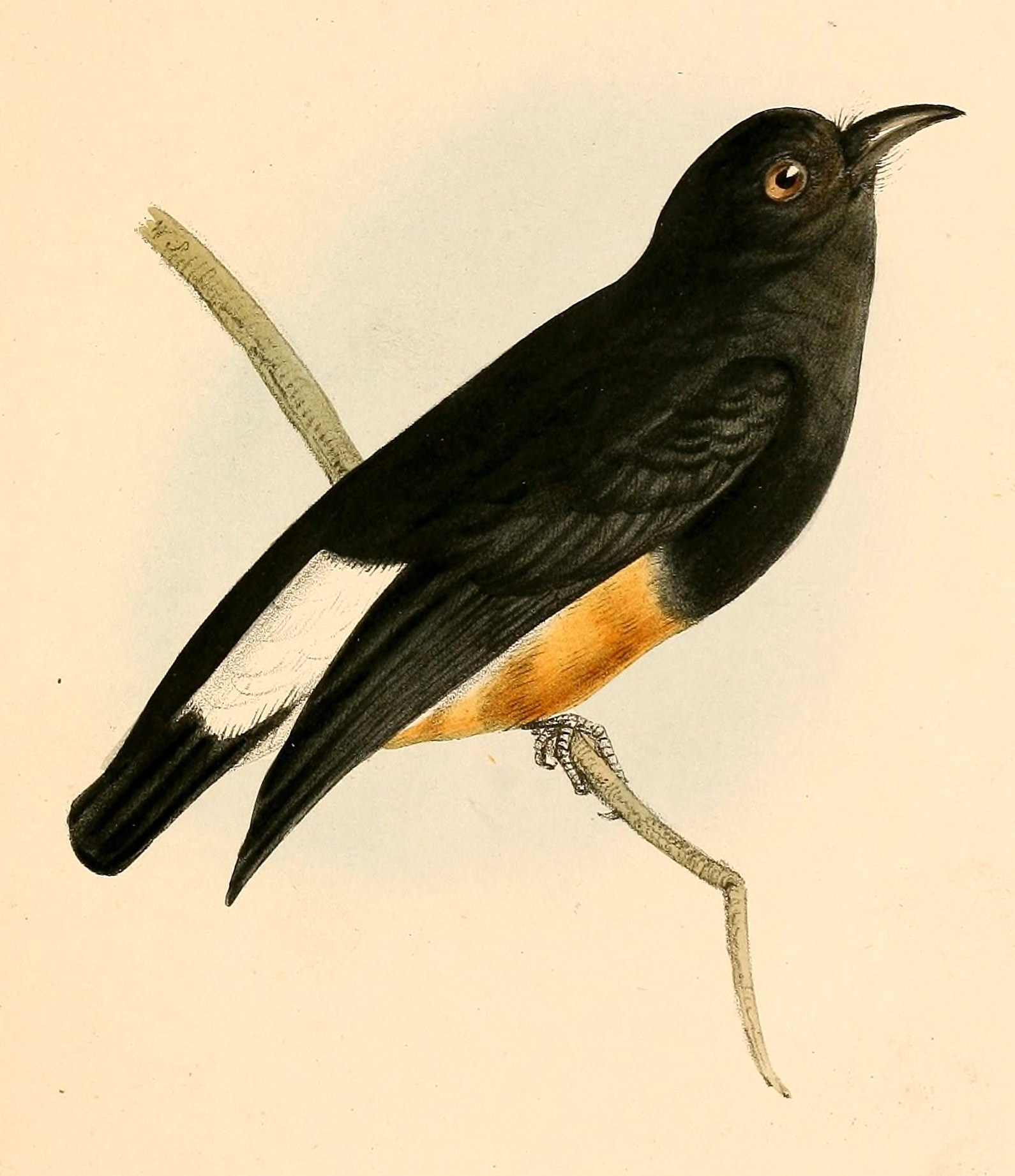
Chelidoptera tenebrosa ilustración de Swainson, 1841.

## Descripción
El buco golondrina mide alrededor de 15 cm de largo. Es prácticamente negro con excepción de su obispillo, y la parte inferior de las alas y de la base de la cola que son blancas, y su vientre que es rojizo. Su cola es corta y su pico está ligeramente curvado hacia abajo. Ambos sexos son de apariencia similar aunque las hembras son ligeramente mayores.

## Distribución y hábitat
El buco golondrina se encuentra en toda la cuenca del Amazonas además de una franja costera de 3000 m en el sureste de Brasil. Está presente en Bolivia, Colombia, Ecuador, la Guayana francesa, Guyana, Perú, Surinam y Venezuela.
Su hábitat natural son las selvas húmedas tropicales y subtropicales de regiones bajas.

## Taxonomía
La especie fue descrita científicamente por el zoólogo alemán Peter Simon Pallas en 1782. Se reconocen dos subespecies:
- Chelidoptera tenebrosa brasiliensis (Sclater, 1862);
- Chelidoptera tenebrosa tenebrosa (Pallas, 1782).